# Chesterton, Warwickshire
Chesterton är en by i civil parish Chesterton and Kingston, i distriktet Stratford-on-Avon, i grevskapet Warwickshire i England. Byn är belägen 10 km från Warwick. Byn nämndes i Domedagsboken (Domesday Book) år 1086, och kallades då Cestedone/Cestreton(e).